# روبيانا (بيمنتة)
روبيانا هي بلدية في مدينة تورينو الحضرية في إقليم بيمنتة الإيطالية، وتقع على بعد حوالي 25 كيلومتر (16 ميل) شمال غرب تورينو.
تتكون بلدية روبيانا من فراتسيوني (أقسام فرعية، بشكل أساسي قرى ونجوع) مومبيلاتو وفافيلا.
تقع روبيانا على حدود البلديات التالية: فيو، كوندوف، فال ديلا توري، كابري، فيلار دورا، وألميسي.

## روابط خارجية
- الموقع الرسمي